# Crime Suspense
Crime/Suspense este o televiziune comercială filipineză deținută de compania Solar Entertainment Corporation. Crime/Suspense este succesoarea televiziunii Solar USA. 